# 新加坡体育学校
新加坡体育学校（英語：Singapore Sports School，缩写“SSP”）是一所位于新加坡兀兰的独立专业体育学校，为中学生和大专学生提供综合体育和学术课程。学校于2004年4月2日由时任总理吴作栋正式开幕。

## 领导
巫顺昌是新加坡体育学校的第一任校长。他的创校团队包括企业服务总监Chua Choon Seng、体育总监Irwin Seet，学术和学校行政总监Seah Poh Chua，及一支核心团队。
巫顺昌于2007年12月14日退休，Deborah Tan于次日被任命为体校的新校长。Deborah Tan于2013年12月14日被调任至教育部的一个高级职位。
在Deborah Tan被调离后，陈德福被任命为下任校长。陈德福自1992年以来一直从事教育事业。他在1999年12月至2005年12月任毅道中学校长，2006年12月至2010年12月任实龙岗初级学院院长。他也是是体育与运动师范学院于2010年的创始校长。
2019年12月15日，学校宣布王钦顺将接替陈德福的校长职务。王钦顺曾任圣希尔达中学的体育和英语教师、科主任、副校长兼校长特别助理，教育部总部体育、运动和户外教育主任。

## 体育课程
新加坡体育学校的学生运动员可选择参加两项训练计划：学术计划（Academy Programme）或个人计划（Individual Programme）。
学术计划所提供的体育项目选项包括：
- 羽毛球
- 保龄球
- 击剑
- 足球
- 籃網球
- 帆船
- 射击
- 游泳
- 乒乓球
- 田径

学校也欢迎表现出色的青年运动员加入个人计划当中的项目，如花样游泳、高尔夫、体操、马来武术、帆船和中国武术。

## 著名校友
- 江利龙 – 奥运选手（田径，短跑运动员）
- 林宁娜 – 奥运选手（田径，跨栏运动员）
- 王翠彬 – 奥运选手（游泳）
- 陶李 – 奥运选手（游泳）
- 骆建佑 – 奥运选手（羽毛球）
- 金颂旖 – 演员、歌手
- 金文明 – 演员、歌手
- 班·戴维斯 – 足球运动员